# Patinação artística nos Jogos Olímpicos de Inverno de 2014

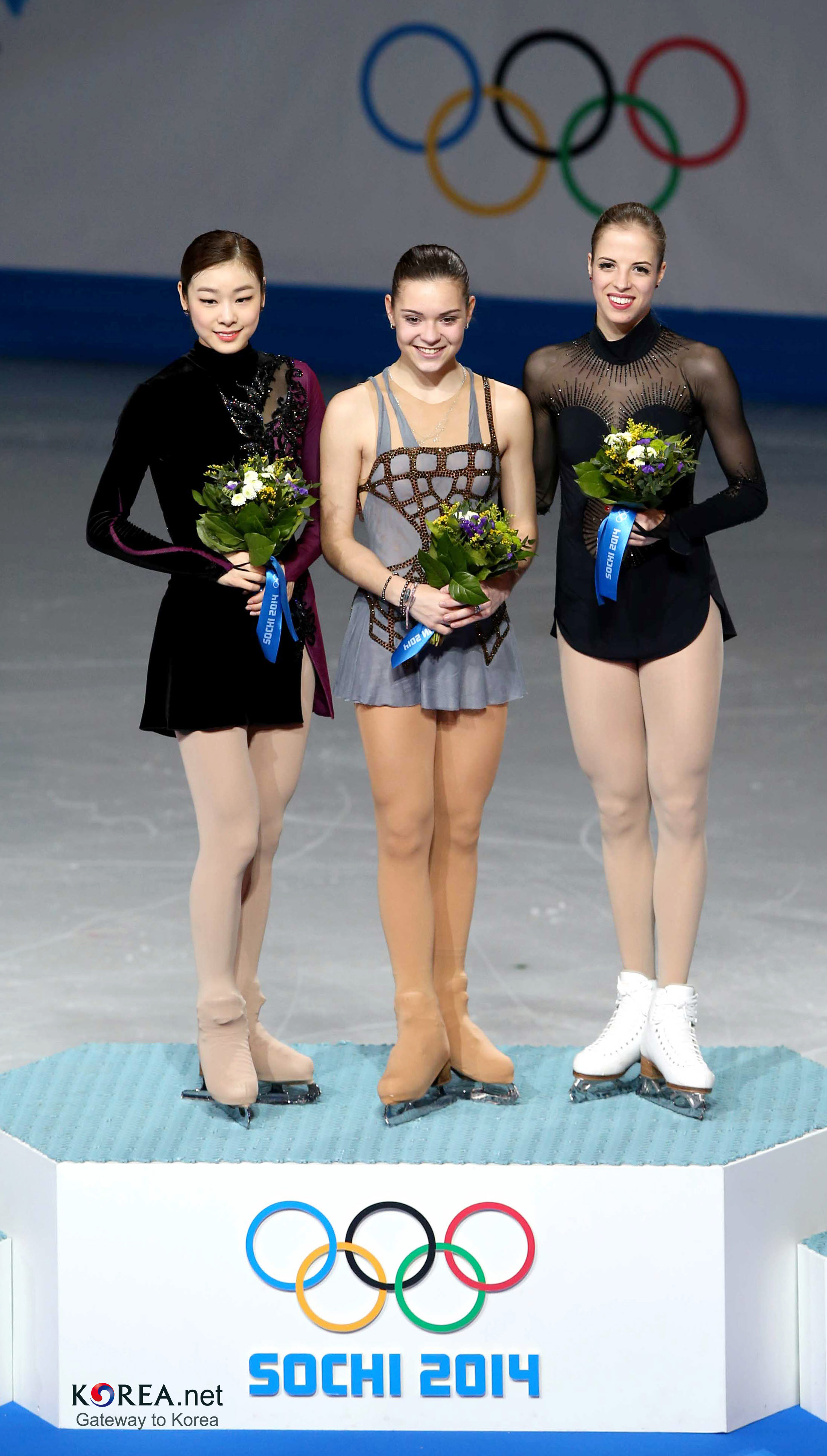
Pódio com as vencedoras do individual feminino em Sóchi

As competições de patinação artística nos Jogos Olímpicos de Inverno de 2014 foram realizadas no Palácio de Patinação Iceberg, localizado no Parque Olímpico de Sóchi. Os cinco eventos ocorreram entre os dias 6 e 20 de fevereiro, com uma exibição de gala fechando as competições em 22 de fevereiro.
Pela primeira vez nos Jogos Olímpicos de Inverno um evento por equipes na patinação artística foi realizado. Por isso, a competição teve início um dia antes da cerimônia de abertura. Isso marca a primeira vez na história dos Jogos Olímpicos de Inverno que competições de patinação artística foram realizadas antes da cerimônia de abertura.

## Programação
A seguir está a programação da competição para os cinco eventos da modalidade.
Horário local (UTC+4).
| Data            | Horário | Evento                                           |
| --------------- | ------- | ------------------------------------------------ |
| 6 de fevereiro  | 19:30   | Evento por equipes – programa curto (masculino)  |
| 6 de fevereiro  | 21:10   | Evento por equipes – programa curto (duplas)     |
| 8 de fevereiro  | 18:30   | Evento por equipes – dança curta (dança no gelo) |
| 8 de fevereiro  | 20:10   | Evento por equipes – programa curto (feminino)   |
| 8 de fevereiro  | 22:05   | Evento por equipes – programa livre (duplas)     |
| 9 de fevereiro  | 19:00   | Evento por equipes – programa livre (masculino)  |
| 9 de fevereiro  | 20:05   | Evento por equipes – programa livre (feminino)   |
| 9 de fevereiro  | 21:10   | Evento por equipes – dança livre (dança no gelo) |
| 11 de fevereiro | 19:00   | Duplas – programa curto                          |
| 12 de fevereiro | 19:45   | Duplas – programa livre                          |
| 13 de fevereiro | 19:00   | Individual masculino – programa curto            |
| 14 de fevereiro | 19:00   | Individual masculino – programa livre            |
| 16 de fevereiro | 18:00   | Dança no gelo – programa curto                   |
| 17 de fevereiro | 18:00   | Dança no gelo – programa livre                   |
| 19 de fevereiro | 18:00   | Individual feminino – programa curto             |
| 20 de fevereiro | 18:00   | Individual feminino – programa livre             |
| 22 de fevereiro | 19:30   | Exibição de gala                                 |

## Qualificação
Um total de 148 quotas estavam disponíveis para os atletas para competir nos jogos. Um máximo de 18 atletas poderiam ser inscritos por cada Comitê Olímpico Nacional, com um máximo de 9 homens e 9 mulheres. Um adicional de seis quotas foram disponibilizados para o evento por equipes.
| País                | Individual masculino | Individual feminino | Duplas | Dança no gelo | Equipes | Adicional | Patinadores |
| ------------------- | -------------------- | ------------------- | ------ | ------------- | ------- | --------- | ----------- |
| GER Alemanha        | 1                    | 1                   | 2      | 2             | X       |           | 10          |
| AUS Austrália       | 1                    | 1                   | 0      | 1             |         |           | 4           |
| AUT Áustria         | 1                    | 1                   | 0      | 0             |         |           | 2           |
| AZE Azerbaijão      | 0                    | 0                   | 0      | 1             |         |           | 2           |
| BEL Bélgica         | 1                    | 0                   | 0      | 0             |         |           | 1           |
| BRA Brasil          | 0                    | 1                   | 0      | 0             |         |           | 1           |
| CAN Canadá          | 3                    | 2                   | 3      | 3             | X       |           | 17          |
| KAZ Cazaquistão     | 2                    | 0                   | 0      | 0             |         |           | 2           |
| CHN China           | 1                    | 2                   | 2      | 1             | X       |           | 9           |
| KOR Coreia do Sul   | 0                    | 3                   | 0      | 0             |         |           | 3           |
| SVK Eslováquia      | 0                    | 1                   | 0      | 0             |         |           | 1           |
| ESP Espanha         | 2                    | 0                   | 0      | 1             |         |           | 4           |
| USA Estados Unidos  | 2                    | 3                   | 2      | 3             | X       |           | 15          |
| EST Estônia         | 1                    | 1                   | 0      | 0             |         |           | 2           |
| PHI Filipinas       | 1                    | 0                   | 0      | 0             |         |           | 1           |
| FRA França          | 2                    | 1                   | 2      | 2             | X       |           | 11          |
| GEO Geórgia         | 0                    | 1                   | 0      | 0             |         |           | 1           |
| GBR Grã-Bretanha    | 0                    | 1                   | 1      | 1             | X       | 1[A]      | 6[A]        |
| ISR Israel          | 1                    | 0                   | 1      | 0             |         |           | 3           |
| ITA Itália          | 1                    | 2                   | 2      | 2             | X       |           | 11          |
| JPN Japão           | 3                    | 3                   | 1      | 1             | X       |           | 10          |
| LTU Lituânia        | 0                    | 0                   | 0      | 1             |         |           | 2           |
| NOR Noruega         | 0                    | 1                   | 0      | 0             |         |           | 1           |
| CZE República Checa | 2                    | 1                   | 0      | 0             |         |           | 3           |
| ROU Romênia         | 1                    | 0                   | 0      | 0             |         |           | 1           |
| RUS Rússia          | 1                    | 2                   | 3      | 3             | X       |           | 15          |
| SWE Suécia          | 1                    | 1                   | 0      | 0             |         |           | 2           |
| TUR Turquia         | 0                    | 0                   | 0      | 1             |         |           | 2           |
| UKR Ucrânia         | 1                    | 1                   | 1      | 1             | X       |           | 6           |
| UZB Uzbequistão     | 1                    | 0                   | 0      | 0             |         |           | 1           |
| Total: 30 CONs      | 31                   | 30                  | 20     | 24            | 10      | 1         | 149         |

A. ^ A Grã-Bretanha teve a permissão de enviar um patinador adicional para o país participar no evento por equipes, totalizando 149 patinadores participantes.

## Medalhistas
| Evento                        | Ouro | Prata | Bronze |
| ----------------------------- | --- | --- | --- |
| Individual feminino detalhes  | Adelina Sotnikova RUS Rússia | Kim Yu-Na KOR Coreia do Sul | Carolina Kostner ITA Itália |
| Individual masculino detalhes | Yuzuru Hanyu JPN Japão | Patrick Chan CAN Canadá | Denis Ten KAZ Cazaquistão |
| Duplas detalhes               | Tatiana Volosozhar Maxim Trankov RUS Rússia | Ksenia Stolbova Fedor Klimov RUS Rússia | Aliona Savchenko Robin Szolkowy GER Alemanha                                                                                                |
| Dança no gelo detalhes        | Meryl Davis Charlie White USA Estados Unidos | Tessa Virtue Scott Moir CAN Canadá | Elena Ilinykh Nikita Katsalapov RUS Rússia                                                                                                  |
| Equipes detalhes              | Julia Lipnitskaia Evgeni Plushenko Ksenia Stolbova[L] Fedor Klimov[L] Tatiana Volosozhar[C] Maxim Trankov[C] Elena Ilinykh[L] Nikita Katsalapov[L] Ekaterina Bobrova[C] Dmitri Soloviev[C] RUS Rússia | Kaetlyn Osmond Kevin Reynolds[L] Patrick Chan[C] Kirsten Moore-Towers[L] Dylan Moscovitch[L] Meagan Duhamel[C] Eric Radford[C] Tessa Virtue Scott Moir CAN Canadá | Gracie Gold[L] Ashley Wagner[C] Jason Brown[L] Jeremy Abbott[C] Marissa Castelli Simon Shnapir Meryl Davis Charlie White USA Estados Unidos |

C. ^ Competiram apenas no programa curto
L. ^ Competiram apenas no programa longo

## Quadro de medalhas
| Ordem | País               | Medalha de ouro | Medalha de prata | Medalha de bronze |    | Ordem por total |
| ----- | ------------------ | --------------- | ---------------- | ----------------- | -- | --------------- |
| 1     | RUS Rússia         | 3               | 1                | 1                 | 5  | 1               |
| 2     | USA Estados Unidos | 1               |                  | 1                 | 2  | 3               |
| 3     | JPN Japão          | 1               |                  |                   | 1  | 4               |
| 4     | CAN Canadá         |                 | 3                |                   | 3  | 2               |
| 5     | KOR Coreia do Sul  |                 | 1                |                   | 1  | 4               |
| 6     | GER Alemanha       |                 |                  | 1                 | 1  | 4               |
|       | KAZ Cazaquistão    |                 |                  | 1                 | 1  | 4               |
|       | ITA Itália         |                 |                  | 1                 | 1  | 4               |
| TOTAL | TOTAL              | 5               | 5                | 5                 | 15 | —               |